# Anihilated
Anihilated ist eine englische Thrash-Metal-Band aus Ipswich, die im Jahr 1980 unter dem Namen Prospex gegründet wurde, sich ca. 1990 auflöste und 2010 wieder zusammenfand.

## Geschichte
Die Ursprünge der Band gehen bis auf das Jahr 1980 zurück. Bassist Lee Hittmann hatte die Band Prospex gegründet, während Kelvin den Gesang und Mark die E-Gitarre spielte. Etwa zur selben Zeit spielte Schlagzeuger Paul „Bod“ Rodwell in der Band The Annihilated, wobei Bassist Paul Thorpe und Gitarrist Pete Hurley, welcher später Extreme Noise Terror beitreten sollte, in der Band waren. Hittmann fragte daraufhin Rodwell, ob er der Band beitreten wollte. Da sich The Annihilated zu diesem Zeitpunkt in einer Ruhephase befand, stimmte er zu. Die Band änderte kurz darauf ihre Namen in The Anihilated um. Die Band ließ das zweite N weg, da es auf dem Papier besser aussähe. Kurz darauf verließ Kelvin die Band und wurde durch Andy Septic ersetzt. Auch Gitarrist Mark verließ bald die Band und wurde durch Simon Cobb ersetzt. Im Anschluss ließ die Band den Artikel The vor Anihilated fehle, da dies ihnen sonst zu punkig erscheine. Nach ein paar Proben folgte im Februar 1983 der erste Auftritt. Danach folgten weitere Auftritte als Vorgruppe für GBH, Anti-Nowhere League, Peter and the Test Tube Babies, Disorder und The Adicts. Vorher hatte die Band das Demo How Much More aufgenommen, welches zehn Lieder enthielt. Das Lied Book of Death war auf Kompilation Party Pooping Punk Provocation von Xcentric Records im Jahr 1983 enthalten. Auch trennte sich die Band von Sänger Septic, sodass Gitarrist Cobb nun auch Gesang übernahm. Als zweiter Gitarrist kam hierfür Mark Beuchet zur Band. Danach nahm die Band das Demo Shadows of Fear auf, das später als Speedwell bekannt werden sollte. Das Demo wurde im Garten von Beuchets Schwager aufgenommen, wobei das Haus in Ipswich an der Speedwell Road lag. Das Lied Inferno war außerdem auf der Kompilation Will Evil Win? von Peaceville Records enthalten. Inferno und das Lied 40 Dumb Animals war auf der Kompilation 24 Original Punk Anthems von Rot Records zu hören. Im Jahr 1986 begab sich die Band dan in die Kitchen Studios in Norwich, um die EP Path to Destruction aufzunehmen, die bei ihrem Label Brew Records erschien. Durch die EP wurde Steve Beatty von Endangered Musik auf die Band aufmerksam, sodass er diese unter Vertrag nahm, worüber das Debütalbum Created in Hate 1988 erschien. Der Veröffentlichung folgten Auftritte zusammen mit English Dogs, Sabbat und Acid Reign. Ein weiterer Auftritt zusammen mit Venom und Exodus in Ipswich war geplant, musste jedoch vorher abgesagt werden. Im Jahr 1989 wechselte die Band zu Metalworks Records über. Daraufhin begab sie sich für zehn Tage in die Wildlife Studios in Ipswich, um das Album The Ultimate Desecration mit Nigel „Chopper“ Palmer aufzunehmen. Da das Album von Metalworks Records schlecht beworben worden war, verließen 1990 Hittman und Beuchet die Band nach einem letzten Auftritt zusammen mit Xentrix und Sabbat in Bury St Edmunds. Als neuer Gitarrist kam Ian Crow zur Band, während Lee Hart nun den Bass besetzte. Danach begannen die Arbeiten zu einem neuen Album, das den Namen Carnival of Souls tragen sollte. Bevor die Band jedoch neues Material herausbringen konnte, löste sie sich auf. Nach der Auflösung widmeten sich die Mitglieder verschiedenen anderen Musikprojekten. Im Jahr 2008 wurden die bisher veröffentlichten Alben über das brasilianische Label Marquee Records wiederveröffentlicht: Mit neuer Verpackung, neu gemastert und mit Live-Bonusliedern. The Path to Destruction erschien über das japanische Label In Crust We Thrash Records und wurde über Aktive Records und Protesta Records vertrieben. Diese Wiederveröffentlichung enthielt als Bonus das Demo Speedwell. Im Jahr 2010 fand die Band dann wieder zusammen und spielte dabei in Norwegen sowie in London und dessen Umgebung. Außerdem unterschrieb die Band einen Vertrag bei dem deutschen Label Killer Metal Records und den brasilianischen Label Marquee Records, worüber im Frühling 2010 das Album Scorched Earth Policy erschien.

## Stil
Die Band spielt zu ihren Anfangstagen Punk. Im späteren Verlauf wurden die Thrash-Metal-Einflüsse stärker und zählt zu den frühesten englischen Vertretern des Genres. Auch war sie bedingt durch die Punk-Wurzeln wichtig für die damals aufkommende Crossover-Szene. Als erste wirkliche Metal-Veröffentlichung wird das Speedwell-Demo betrachtet. Textlich widmeten sie sich nicht, wie damals häufig, satanischen Themen, sondern Punk-Idealen und Überzeugungen wie Selbstbestimmung und soziale Gerechtigkeit.

## Diskografie
- How Much More (Demo, 1983, Eigenveröffentlichung)
- Speedwell (Demo, 1985, Eigenveröffentlichung)
- Path to Destruction (EP, 1986, Brew Records)
- Created in Hate (Album, 1988, Endangered Musik)
- The Ultimate Desecration (Album, 1989, Metalworks Records)
- Live (EP, 2005, Ziggy Lentil Records)
- The Black Box Set (Box-Set, 2008, Marquee Records)
- Scorched Earth Policy (Album, 2010, Killer Metal Records/Marquee Records)